# Gazza rhombea
Gazza rhombea är en fiskart som beskrevs av Kimura, Yamashita och Iwatsuki 2000. Gazza rhombea ingår i släktet Gazza och familjen Leiognathidae. Inga underarter finns listade i Catalogue of Life.